# Coleocephalocereus aureus
Coleocephalocereus aureus es una especie de planta suculenta perteneciente al género Coleocephalocereus, dentro de la familia Cactaceae. Es endémica del sudeste de Brasil.

## Descripción
Coleocephalocereus aureus es una especie de cactus que aunque inicialmente crece de forma esférica, con el tiempo se vuelve columnar corto, se ramifica en la base y forma grupos. Los tallos son de color verde opaco y alcanzan alturas de 20 a 40 cm, con diámetros de 6 a 7 cm. 
Presenta entre 10 y 16 costillas ligeramente divididas en jorobas, sobre las que se asientan areolas cubiertas de lana blanca. En ellas se distinguen de 1 a 4 espinas centrales gruesas y verticales de color amarillo dorado. Tienen forma de aguja y miden de 2 a 5 cm de largo. También tienen de 10 a 15 espinas radiales de color amarillo dorado con forma de aguja y una longitud de 0,5 a 1,5 cm. 
Las flores son nocturnas y de color amarillo a verde lima. Miden de 3 a 3,7 cm de largo y tienen un diámetro de 1,2 a 1,5 cm. Nacen en una estructura lanosa llamada cefalio que aparece lateralmente. Éste es muy ancho y está formado por gruesos mechones de lana de 1 a 2 cm de largo y abundantes cerdas de color amarillo dorado de 2 a 3 centímetros de largo.

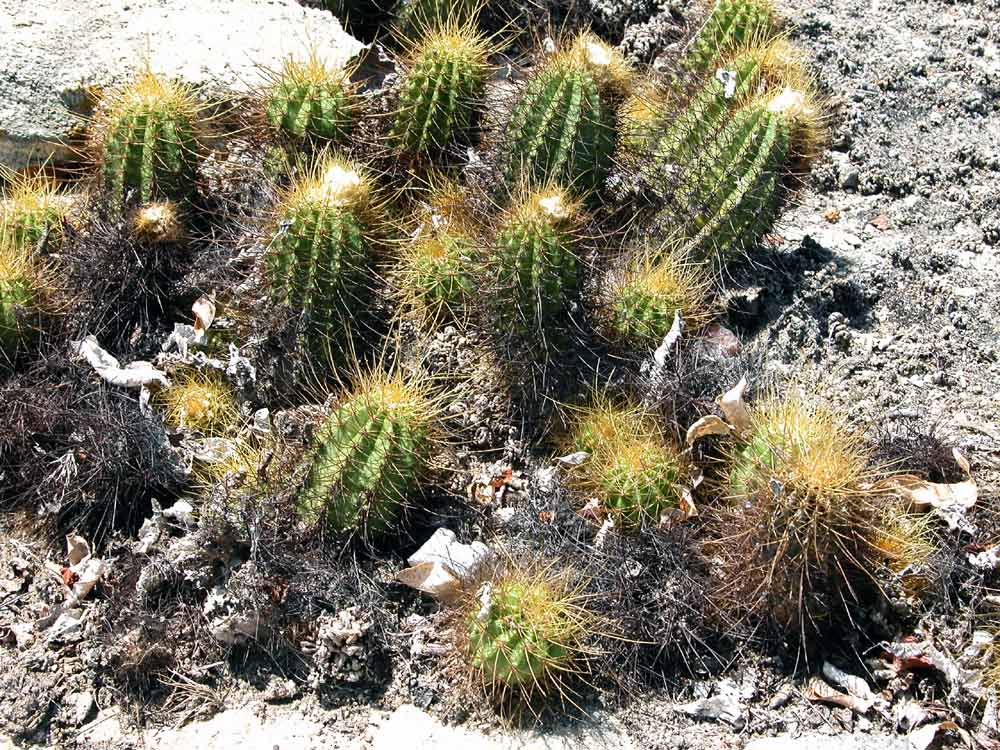
En su hábitat

Los frutos son de color rojo, alcanzan diámetros de 1,6 a 2,2 cm y miden entre 1,2 y 1,5 cm de largo.

## Distribución y hábitat
El área de distribución nativa de esta especie es el sudeste de Brasil (concretamente en el estado de Minas Gerais) y crece principalmente en el bioma tropical estacionalmente seco, entre los 280 y 910 metros de altitud.

## Taxonomía
Coleocephalocereus aureus fue descrita por el botánico alemán Friedrich Ritter y publicada por primera vez en la revista ilustrada Kakteen und andere Sukkulenten 19: 158 en el año 1968.
Etimología
- Coleocephalocereus: nombre genérico que proviene de las palabras griegas koleos (que significa "vaina"), y cephalé (que significa "cabeza", en alusión a la estructura lanosa llamada cefalio donde nacen sus flores), y de la palabra latina cereus (que se traduce como "vela" o "cirio"), haciendo alusión a su forma alargada perfectamente recta. También puede hacer referencia al género Cereus, por lo que se traduciría como "cereus con cabeza o cefalio en forma de vaina".
- aureus: epíteto específico latíno que significa 'dorado' y hace referencia al color amarillo dorado de las espinas y las flores de la especie.[5]

Sinonimia
- Buiningia brevicylindrica Buining (1971)
- Buiningia brevicylindrica var. elongata Buining (1971)
- Buiningia brevicylindrica var. longispina Buining (1971)
- Coleocephalocereus aureus subsp. brevicylindricus (Buining) P.J.Braun (1991)
- Coleocephalocereus aureus subsp. elongatus (Buining) P.J.Braun (1991)
- Coleocephalocereus aureus var. longispinus (Buining) P.J.Braun (1991)
- Coleocephalocereus brevicylindricus (Buining) F.Ritter (1979)
- Coleocephalocereus brevicylindricus var. elongatus (Buining) F.Ritter (1979)
- Coleocephalocereus brevicylindricus var. longispinus (Buining) F.Ritter (1979)
- Coleocephalocereus elongatus (Buining) P.J.Braun (1988)

## Estado de conservación
En la Lista Roja de Especies Amenazadas de la UICN, la especie está clasificada como de “Preocupación Menor (LC)”.

## Usos
Se cultiva principalmente como planta ornamental y su propagación se realiza a través de esquejes o semillas.